# Чорний Володимир Володимирович (лікар)
Володи́мир Володи́мирович Чо́рний (11 липня 1957 — 31 грудня 2014) — український лікар-хірург, кандидат медичних наук. Заслужений лікар України (2004), лауреат Державної премії України в галузі науки і техніки (2009).

## Життєпис

Могила Володимира Чорного, Байкове кладовище

Народився 11 липня 1957 року. У 1980 році закінчив Київський медичний інститут за спеціальністю «Лікувальна справа».
2001 року здобув науковий ступінь кандидата медичних наук, захистивши дисертацію на тему «Хірургічне лікування первинного гідатидного ехінококозу печінки».
З 2006 по 2014 роки — заступник директора Національного інституту хірургії та трансплантології імені О. О. Шалімова.
Лауреат Державної премії України в галузі науки і техніки 2009 року — за роботу «Розробка та впровадження нових методів діагностики і хірургічного лікування захворювань підшлункової залози»; співавтори Болдіжар Олександр Олександрович, Бондар Григорій Васильович, Дронов Олексій Іванович, Запорожченко Борис Сергійович, Кондратенко Петро Геннадійович, Криворучко Ігор Андрійович, Тодуров Іван Михайлович, Усенко Олександр Юрійович, Ярешко Володимир Григорович.
Серед патентів: «Спосіб виконання лапароскопічної аденомадреналектомії», 2014, співавтори Гулько Олег Миколайович, Кваченюк Андрій Миколайович, Негрієнко Костянтин Вікторович, Супрун Ірина Сергіївна.
Помер 31 грудня 2014 року. Похований на Байковому кладовищі (ділянка № 33).